# Вьель, Поль
Поль Мари Эжен Вьей (в дореволюционной традиции Вьель; фр. Paul Marie Eugène Vieille; 2 сентября 1854, Париж — 14 января 1934 или 15 января 1934, Париж) — французский инженер, механик, химик и изобретатель. Наиболее известен как изобретатель (вместе с Бертло) бездымного пороха.

## Биография
Окончил Политехническую школу (фр. École Polytechnique) в 1875 году. С 1882 по 1913 годы профессор физики в Школе.
С 1881 года вместе с Марселеном Бертло занимался изучением взрывных волн.
Изобретатель бездымного пороха (в 1884 году) на основе нитроцеллюлозы. Новый бездымный порох оказался в три раза мощнее обычного пороха и сгорал практически полностью.
Считается первым в мире, построившим ударную трубу (1899).
Лауреат Монтионовской премии (1887).Получил Гран-при (Prix Leconte) Французской академии наук (₣50,000) в 1889 году в знак признания его заслуг при создании бездымного пороха.
В 1904 году избран членом Французской академии наук.
Французская ассоциация пиротехники учредила приз имени Вьея.

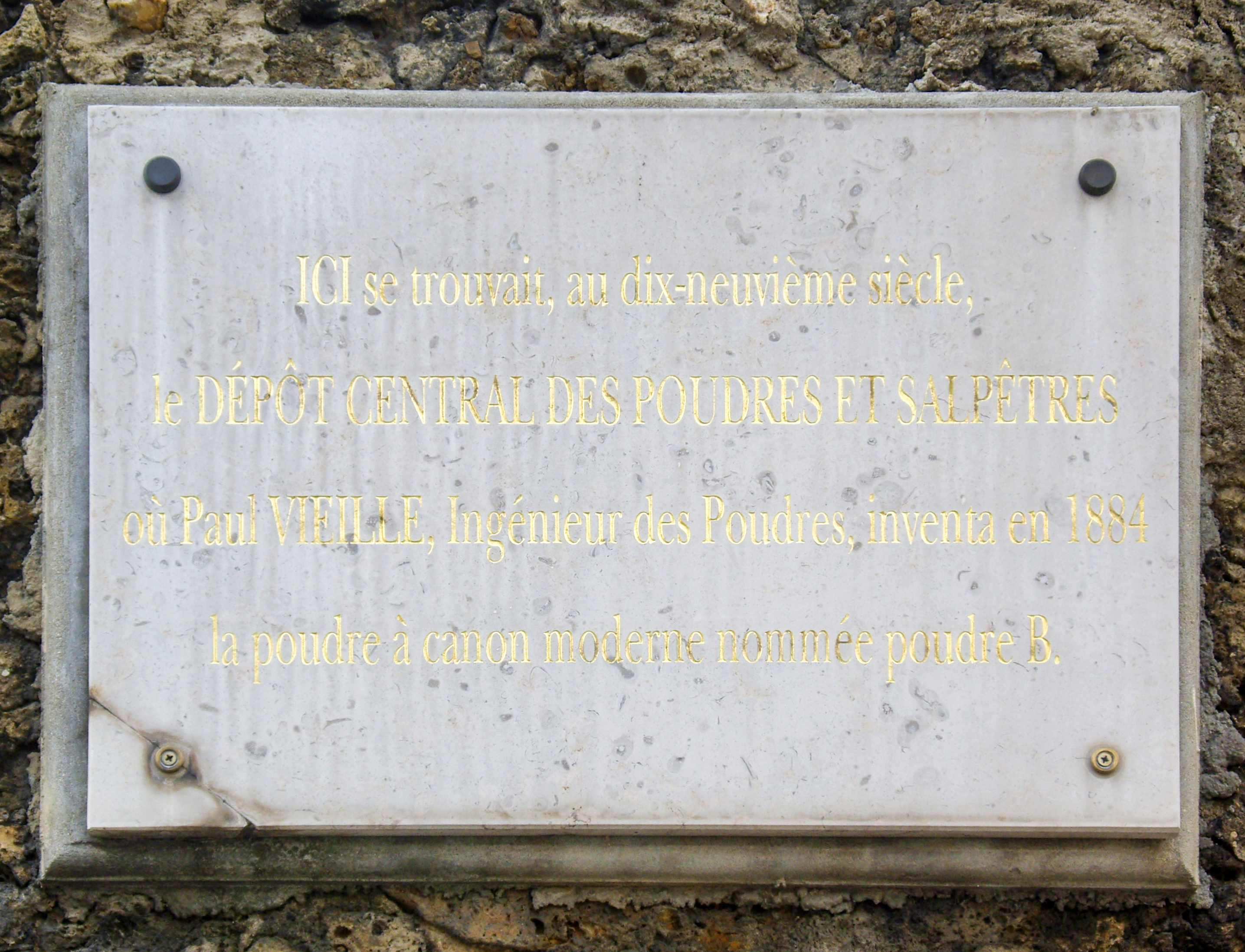
В этом доме был изобретен бездымный порох